# Super Mario World

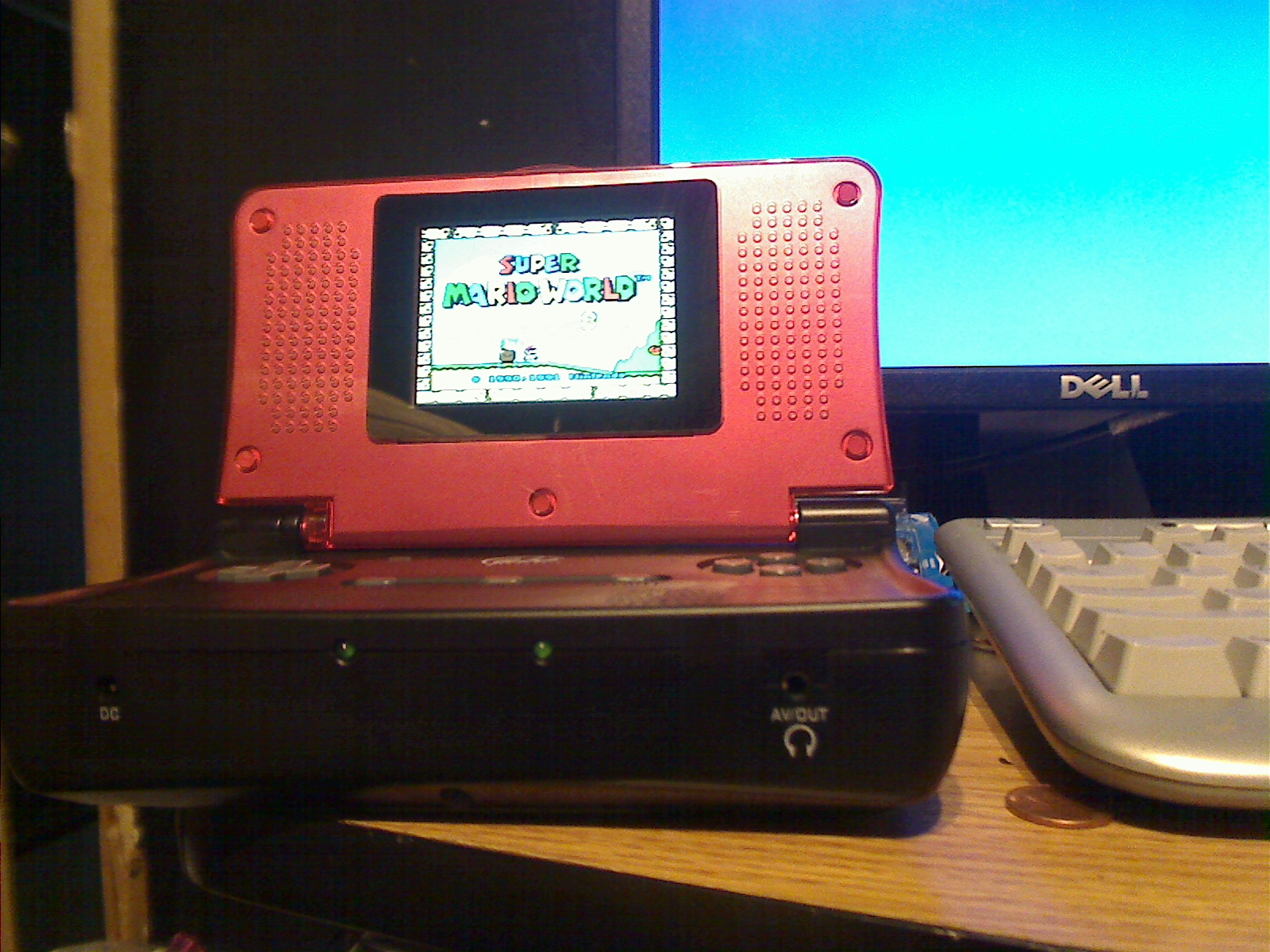
Super Mario World auf einem SNES-kompatiblen FC 16 Go

Super Mario World (jap. スーパーマリオワールド Sūpā Mario Wārudo; in Japan ursprünglich als Super Mario Bros. 4 übertitelt) ist ein von Nintendo entwickeltes und veröffentlichtes Videospiel für das Super Nintendo Entertainment System (SNES). Das Spiel wurde offiziell mit der Konsole veröffentlicht und war auch mit dieser im Bundle erhältlich. Shigeru Miyamoto, Erschaffer der Super-Mario-Reihe, sollte im Auftrag von Nintendo ein Spiel konzipieren, das die technischen Möglichkeiten der Konsole demonstriert. Die damals eingeführte 16-Bit-Technik machte detaillierte Grafik, mehr Farben, höhere Tonqualität und komplexeres Leveldesign möglich. Das Spiel wurde weltweit auf dem SNES über 20,61 Millionen Mal verkauft und ist damit das meistverkaufte SNES-Spiel.

## Handlung
Wie auch in Super Mario Bros. und Super Mario Bros. 3 besteht die Hauptaufgabe darin, Prinzessin Peach aus den Klauen von Marios Erzfeind Bowser zu befreien. Dazu müssen sich die Protagonisten, Mario und Luigi, durch acht miteinander verbundene Welten und deren Levels kämpfen. Am Ende jeder Welt gibt es einen Endgegner in Form der Koopalinge, als Zwischenbosse dient jeweils eine Gruppe Dinosaurier, die Reznors, in einer Festung. Zudem wird der Dinosaurier Yoshi in das Mario-Universum eingeführt und steht Mario als Reittier zur Verfügung. Yoshi und seine Kameraden wurden von Bowser und seinen Helfern in die Blöcke gesperrt und warten nun darauf, befreit zu werden.

## Spielmechanik

### Steuerung
Mario ist in der Lage zu springen und zu rennen. Während Mario rennt, sind seine Sprünge höher und weiter.
Zusätzlich zum normalen Springen und Rennen kommt der Drehsprung hinzu, der es Mario ermöglicht, Gegner effektiver zu bekämpfen und einige Blöcke zu zerstören. Ebenfalls gibt es nun die Möglichkeit, einige Gegner zu paralysieren und diese anschließend für begrenzte Zeit tragen zu können, um sie als Wurfgeschoss zu benutzen.
| |                                                  |                                                                                        |
| Taste                                                                                                 | Weltkarte                                        | Im Level                                                                               |
| 1 – Steuerkreuz                                                                                       | Bewegen                                          | Bewegen, klettern und durch Türen gehen                                                |
| 2 – Select                                                                                            | Aktiviert/Deaktiviert das Scrollen auf der Karte | Löst den Reservegegenstand aus, zusammen mit Start Level beenden1                      |
| 3 – Start                                                                                             | Level beginnen                                   | Pause, zusammen mit Select Level beenden1                                              |
| 4 – B                                                                                                 | Level beginnen                                   | Springen, fliegen mit Yoshi2                                                           |
| 5 – A                                                                                                 | Level beginnen                                   | Drehsprung, von Yoshi abspringen, halten, um von Gegnern abzuspringen                  |
| 6 – Y                                                                                                 | keine Funktion                                   | Rennen, greifen, schießen,2 fliegen,2 Yoshis Zunge ausfahren, mit Yoshi Feuer spucken2 |
| 7 – X                                                                                                 | keine Funktion                                   | Rennen, greifen, schießen,2 fliegen,2 Yoshis Zunge ausfahren, mit Yoshi Feuer spucken2 |
| 8 – L                                                                                                 | Leben austauschen (nur im Mehrspielermodus)      | nach links scrollen                                                                    |
| 9 – R                                                                                                 | Leben austauschen (nur im Mehrspielermodus)      | nach rechts scrollen                                                                   |
| 1 Nur wenn Level vorher bereits erfolgreich beendet worden ist 2 Nur unter bestimmten Voraussetzungen |                                                  |                                                                                        |

### Mehrspielermodus
Es gibt die Möglichkeit, das Spiel zu zweit zu spielen. Dabei übernimmt der zweite Spieler die Steuerung von Luigi. Die Spieler wechseln sich ab und agieren dabei als Team. Level, die ein Spieler erfolgreich absolviert hat, zählen auch für den jeweils anderen als erledigt. Mit den Schultertasten ist es möglich, Leben an den anderen Spieler zu übertragen.

### Speichern
Erstmals in einem Titel der Mario-Reihe war es dem Spieler möglich, zu speichern. Der dafür nötige Dialog wird dem Spieler nach dem erfolgreichen Absolvieren einer Burg, einer Festung, eines Geisterhauses oder eines Schalterpalastes angezeigt. Damit kann der aktuelle Fortschritt im Spiel hinterlegt werden. Leben und Status des Spielers werden nicht gesichert.

### Gegenstände und Hilfen

#### Items und Power-Ups
Der Super-Pilz macht aus dem kleinen Mario Super Mario. Dieser stirbt nicht sofort bei Feindkontakt, sondern verwandelt sich zurück in den kleinen Mario.
Die Feuerblume gibt Mario die Fähigkeit, Feuerbälle zu verschießen. Trifft ein Feuerball einen Gegner, wird manch einer zu einer Münze. Einige Gegner müssen mehrfach beschossen werden oder sind sogar gegen diese Attacke immun. Mario bekommt durch die Feuerblume eine weiße Mütze, ein weißes Shirt und eine rote Hose.
Die Feder, durch deren Aufsammeln Mario ein gelbes Cape bekommt, löst das Blatt aus Super Mario Bros. 3 ab. Statt eines kurzen Steilflugs ist es Mario nun möglich, auch lange Strecken mit einem Parabelflug zu absolvieren oder mittels eines Sturzflugs auf den Boden eine Erschütterung auszulösen, wodurch die Gegner in einem gewissen Bereich besiegt werden. Zudem ist es möglich, einige Zeit zu gleiten und langsamer zu fallen.
Der Stern macht Mario für kurze Zeit unverwundbar. Berührt Mario dabei einen Gegner, bekommt er 100 Punkte. Diese werden pro Gegner erhöht. Der zweite Gegner bringt 200, der dritte 400. Dies geht weiter über 800, 1000, 2000, 4000 und schließlich 8000 Punkte. Jeder weitere Gegner bringt Mario ein Extraleben. Diese Methode, um Extraleben zu bekommen, funktioniert auch mit dem Wurf von Schildkrötenpanzern auf Gegner oder durch das Springen von Gegner zu Gegner ohne dabei den Boden zu berühren.
Der 1UP-Pilz und der 3UP-Mond geben dem Spieler 1 bzw. 3 Extraleben.

#### Reservebox
Gegenstände wie Super-Pilze, Federn oder Feuerblumen können in der Reservebox gespeichert werden. Sollte Mario bei Feindkontakt seine Fähigkeiten verlieren, so kommt der gespeicherte Gegenstand heruntergefallen und kann eingesammelt werden. Die Reservebox kann aber auch manuell durch den Druck auf die Select-Taste ausgelöst werden. Sollte Super Mario eine Feder oder eine Feuerblume einsammeln, so wird ein vorher eingesammelter Super-Pilz gespeichert. Beim Einsammeln einer weiteren Feder oder Feuerblume wird dieser dann überschrieben. Federn und Feuerblumen gelten als gleichrangig, beide Gegenstände können über die Reservebox getauscht werden; mit einem Super-Pilz funktioniert dieser Tausch dagegen nicht, jedoch überschreibt ein eingesammelter Super-Pilz den Gegenstand in der Reservebox.

#### Yoshi
Yoshi ist erstmals in diesem Spiel verfügbar und dient dem Spieler als Reittier. Mit Hilfe von Yoshi kann man weiter springen und schneller rennen. Kleinere Gegner lassen sich mit Yoshis langer Zunge verspeisen. Yoshis Sprünge gegen Gegner sind ebenfalls effektiver. Wenn Yoshi einen Koopapanzer im Mund hat, können diverse Fähigkeiten auf ihn über gehen. Rote Panzer lassen Yoshi Feuer spucken. Blaue Panzer ermöglichen das Fliegen und der gelbe Panzer lässt Yoshi stampfen, um Gegner im näheren Umfeld zu besiegen. Grüne Panzer haben keinen Effekt, können aber als Geschoss eingesetzt werden. Allerdings muss beachtet werden, dass Yoshi die Panzer nach einer gewissen Zeitspanne verschluckt, sofern der Koopapanzer nicht zwischendurch ausgespuckt wurde. Es gibt auch farbige Yoshis in den erwähnten Farben. Diese haben, unabhängig von der jeweiligen Panzerfarbe, immer ihre spezielle Eigenschaft zur Verfügung. Die farbigen Yoshis können als Babys in der Star World gefunden werden. Um einen Baby-Yoshi wachsen zu lassen, muss er 5 Gegner oder ein Item essen.
Yoshi kann weder Geisterhäuser noch Festungen oder Burgen betreten. Als Grund hierfür wird die Angst des Dinosauriers vor Bowsers Brut und den Geistern genannt.

#### Münzen und Yoshi-Münzen
Auch in diesem Spiel gibt es die aus anderen Mario-Spielen bekannten Goldmünzen, die der Spieler in jedem Level einsammeln kann. Diese befinden sich frei schwebend in der Luft, schwimmend im Wasser oder eingeschlossen in Blöcken. Schießt der Spieler mit Feuerbällen auf Gegner, verwandeln sich die schwächeren Gegner in Goldmünzen. Auch Gegner, die Yoshi verspeist, zählen als Münzen. Können 100 Münzen eingesammelt werden, bekommt der Spieler ein Extraleben und der Münzzähler beginnt bei 0.
Drückt der Spieler einen grauen Schalter, verwandeln sich die Gegner in der Umgebung für eine begrenzte Zeit in graue Münzen, die eingesammelt werden können. Die graue Münzen zählen ebenfalls als Münzen; werden genügend graue Münzen eingesammelt, erhält der Spieler Extraleben.
In den meisten Level sind mindestens fünf sogenannte Yoshi-Münzen bzw. Drachenmünzen versteckt, diese sind größer als normale Münzen und zeigen Yoshis Kopf als Prägung. Das Sammeln jeder Yoshi-Münze erzeugt einen besonderen Klangeffekt und zählt als je eine Münze. Die ersten 4 eingesammelten Yoshi-Münzen geben 1000, 2000, 4000 und 8000 Punkte. Wenn ein Spieler fünf oder mehr Yoshi-Münzen in einem Level sammeln kann, bekommt er für die fünfte und jede weitere Münze jeweils ein Extraleben. Konnte ein Spieler in einem Level mit 6 oder mehr Münzen bereits 5 Yoshi-Münzen einsammeln und schlüpft dann durch eine Röhre zu einem anderen Bereich im selben Level, so verschwinden die verbleibenden, nicht eingesammelten Yoshi-Münzen im Level und können auch nicht mehr eingesammelt werden. Auf Chocolate Island gibt es als Ausnahme ein Level, das nur eine einzelne Yoshi-Münze enthält.

### Spielwelt

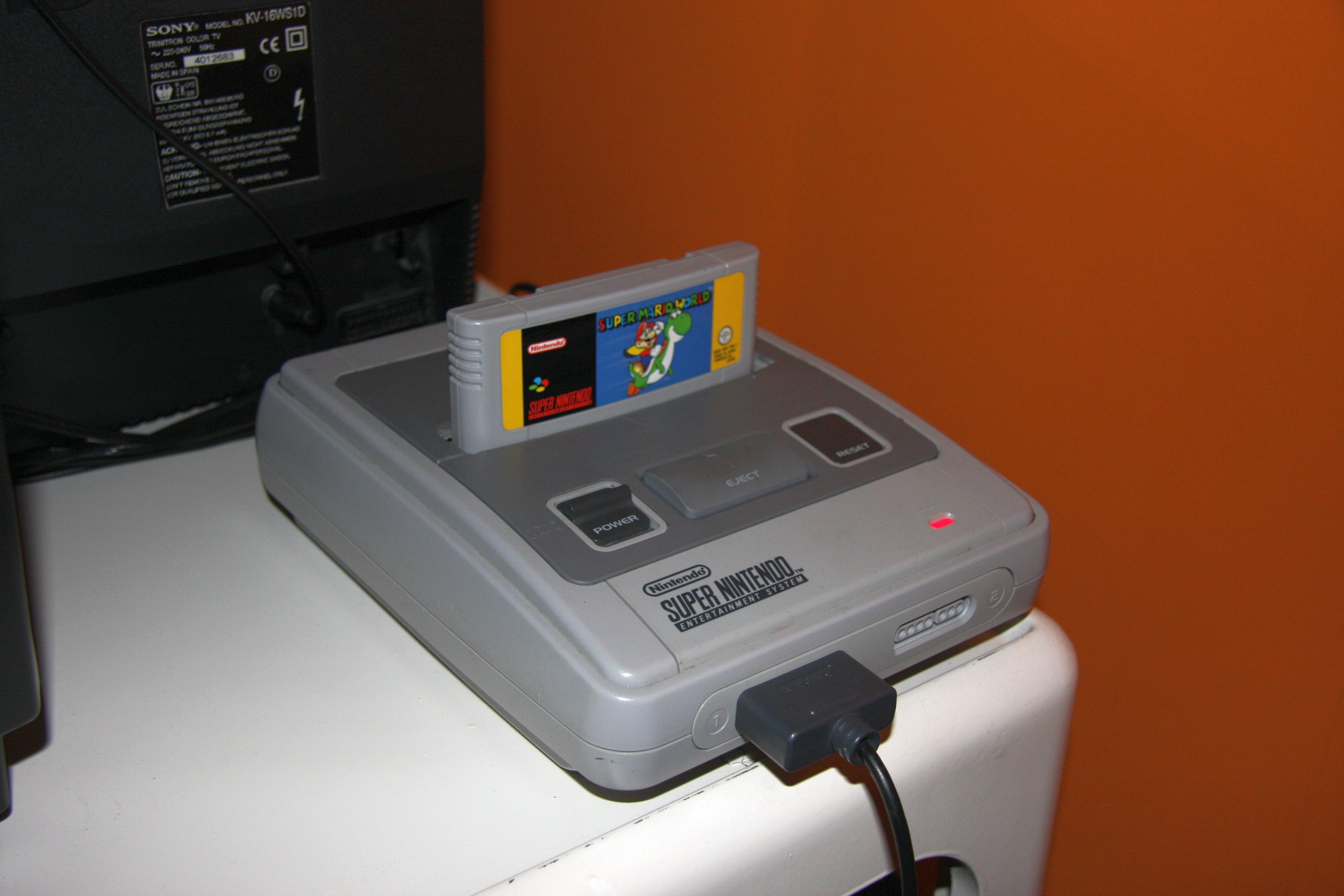
SNES-Konsole mit Super Mario World

#### Weltkarte
Die Levels bieten einen kontinuierlich steigenden Schwierigkeitsgrad und sind über die Weltkarte erreichbar.
Gelbe Punkte symbolisieren normale Level. Rote Punkte bieten einen alternativen Ausgang, wie ein zweites Tor oder einen Schlüssel. Alle Welten sind mit Pfaden untereinander verbunden. Um ein neues Level freizuschalten, muss der Spieler das vorhergehende erfolgreich absolvieren, in der Regel durch Durchschreiten des sogenannten Zieltores, wodurch alle sich in Sichtweite befindenden Gegner in Münzen verwandelt werden. Dieses Zieltor hat eine hoch- und herunterfahrende Schranke, die getroffen werden kann. Je nach Höhe der Schranke gibt es Sterne, bei 100 Sternen kommt der Spieler in ein Bonuslevel, in dem er Extraleben gewinnen kann. Außer den Schalterpalästen können alle Level wiederholt gespielt werden.
Die Welten tragen Eigennamen, die sich meist an Nahrungsmitteln orientieren wie Chocolate Island, Vanilla Dome oder Soda Lake. Die Namen der Level sind durchnummeriert und orientieren sich an der jeweiligen Welt z. B. Donut Plains 1. Geheime Level, die durch den Spieler freigeschaltet wurden, tragen dagegen ein Secret im Namen wie z. B. Donut Secret 1. Insgesamt gibt es 74 Level mit 96 Ausgängen.

#### Level
Wie auch in den Vorgängern gibt es Blöcke, die Gegenstände enthalten können. Die Level sind frei begehbar, das heißt, der Spieler hat die Möglichkeit, zurück zum Startpunkt zu gehen. Einige Level sind allerdings Sidescroller oder auch Plattformlevel, die einen Rückweg unmöglich machen. Jedes Level unterliegt einem Zeitlimit. In vielen Leveln gibt es einen Zwischenspeicher, der es dem Spieler ermöglicht, an dieser Stelle zu beginnen, sollte er das Level nicht erfolgreich beenden können. Alternative Levelausgänge bestehen aus einem Schlüssel, den Mario in ein Schlüsselloch stecken muss, um das Level zu verlassen, oder, bis auf wenige Ausnahmen, aus einem zweiten Zieltor.

#### Burgen, Festungen und Geisterhäuser
Neben den normalen Leveln gibt es Geisterhäuser, Festungen und Burgen. Nach dem erfolgreichen Beenden dieser ist es dem Spieler möglich, das Spiel zu sichern. Festungen und Burgen können normalerweise nur einmal gespielt werden, da Mario diese nach dem Abschluss zerstört. Durch gleichzeitiges Drücken der Schultertasten ist es aber möglich, diese erneut zu betreten.
In den Festungen sind die sogenannten Reznors die Endgegner. Dies sind vier feuerspuckende Dinosaurier auf beweglichen Plattformen, die durch einen Sprung von unten an die jeweilige Plattform besiegt werden können. In den Burgen sind die Koopalinge, Bowsers Brut, die Endgegner. Im Gegensatz zu den immer gleichen Endgegnern in den Festungen unterscheiden sich die einzelnen Koopalinge voneinander. Das Ziel der Geisterhäuser ist es, den Ausgang zu finden, der nur erreicht werden kann, wenn die Türen im Haus in einer bestimmten Reihenfolge durchschritten werden. Versteckte Türen müssen oft mittels Schaltern sichtbar gemacht werden. Geisterhäuser können mehrfach gespielt werden und haben mit einer Ausnahme keinen Endgegner.

#### Hauptwelten
Yoshi’s Island ist die Anfangswelt und relativ einfach aufgebaut. Hier findet man einen sogenannten gelben Schalterpalast, der gelbe Blöcke mit Ausrufezeichen in der Spielwelt erscheinen lässt – es ist der einzige Schalterpalast, der offen erreichbar ist und nicht gefunden werden muss. Diese Blöcke beinhalten immer einen Super-Pilz. Der Endgegner dieser Welt ist Iggy Koopa, der nicht, wie im Vorgänger üblich, durch drei Sprünge auf den Kopf besiegt werden kann. Iggy befindet sich mit Mario auf einer schwankenden Plattform. Der Spieler muss Iggy so treffen, dass dieser in die um die Plattform befindliche Lava fällt.
In den Donut Plains ist das erste Mal die Feder erhältlich. Auch geheime Ausgänge sind hier zum ersten Mal erkennbar. In der Welt befindet sich der grüne Schalterpalast, der grüne Blöcke mit Ausrufezeichen in der Spielwelt verteilt. In diesen Blöcken ist immer eine Feder enthalten. Die Geisterhäuser sind erstmals in diesem Teil zu sehen und tauchen fortan in jeder weiteren Welt von Super Mario World auf. Diese müssen meist erkundet werden, da sie dem Spieler nicht von Anfang an den richtigen Ausgang preisgeben. Der Endgegner dieser Welt ist Morton Koopa Jr., der durch die üblichen drei Sprünge auf den Kopf zu besiegen ist.
Im Vanilla Dome gibt es den roten Schalterpalast. Anders als bei seinen Vorgängern enthalten die roten Blöcke mit den Ausrufezeichen keine Gegenstände und dienen lediglich als Hilfe in Levels, um z. B. versteckte Wege zu erkunden. So kann man mittels dieser Blöcke einen alternativen Ausgang aus dem Vanilla Dome finden und den eigentlichen Endgegner umgehen. Dieser ist Lemmy Koopa und versteckt sich zusammen mit zwei Doppelgängern in einem Röhrensystem. Durch drei Sprünge auf den Kopf wird er aus den Röhren in die Lava geworfen.
Die Twin Bridges sind zwei Brücken, die vom Vanilla Dome wegführen. Die Cheese Bridge wie auch die Butter Bridge überbrücken den Soda Lake. Am Ende beider Brücken erwartet den Spieler Ludwig van Koopa. Dieser Endgegner ist klassisch gehalten und durch drei Kopfsprünge zu besiegen. Nach jedem Treffer attackiert er Mario als wirbelnder Panzer und ist nicht angreifbar.
Der Forest of Illusion versucht den Spieler in die Irre zu führen und zwingt ihn, nach alternativen Ausgängen in den Leveln zu suchen, um voranzukommen. Hier befindet sich der blaue Schalterpalast, dessen Blöcke, genau wie die roten, keinerlei Gegenstände beinhalten. Der Endgegner ist Roy Koopa, der nach demselben Prinzip wie Morton Koopa Jr. zu besiegen ist, allerdings erschwert durch die stetige Verkleinerung des Areals, in dem der Kampf stattfindet.
Auf Chocolate Island wird das Prinzip vom Forest of Illusion teilweise fortgeführt. Hier kann auch der Faktor Zeit hinzukommen, der, je nachdem, wie lange sich der Spieler Zeit lässt, das Level alternativ weiter und eventuell zu einem anderen Ausgang führt. Der Endgegner ist Wendy O’ Koopa, die, genau wie Lemmy Koopa, in einem Röhrensystem sitzt. Das Springen auf Wendy wird durch zwei umherfliegende Flammen erschwert, jedoch sind in ihrem Areal die Röhren gleich lang, sodass man auf einer geraden Ebene spielt.
Das Sunken Ghost Ship ist das fliegende Schiff Bowsers aus Super Mario Bros. 3 und wird nun von Geistern bewohnt. Es gibt keinen Endgegner.
Wenn das Schiff absolviert wurde, erscheint der Zugang zum Valley of Bowser. Hier gibt es zwei Endgegner: Larry Koopa, nach dem Beispiel von Iggy Koopa aus Welt 1, und Bowser. Bowser muss insgesamt 6 Mal in seinem Gefährt am Kopf getroffen werden. Dazu nutzt der Spieler die von Bowser abgeworfenen Mecha-Koopas. Ist dies geschafft, gibt Bowser die Prinzessin frei und das Spiel ist beendet.
Neben den normalen Welten gibt es die sogenannte Star World (oder auch Star Road), welche die normalen Spielwelten wie eine Abkürzung miteinander verbindet. Durch sie ist es möglich, das Spiel innerhalb weniger Minuten durchzuspielen. In den Leveln der Star World ist es erforderlich, den Schlüssel zu finden, um voranzukommen. In jedem der Level ist ein Baby-Yoshi zu finden.
Die Special World ist nur durch die Star World zugänglich. Jedes der acht Level trägt den Namen einer Eigenschaft, die den Spieler beschreiben und motivieren soll, wie z. B. Groovy, Funky oder Outrageous. Sind alle acht Level absolviert, wird der sogenannte „Herbstmodus“ aktiviert, der die Weltkarte rot einfärbt und einige Gegner umgestaltet. Die Koopas z. B. tragen ab nun Mario-Masken.

### Musik
Das Hauptthema des Spiels ist ein im Viervierteltakt abgespielter Overworld-Soundtrack in F-Dur. Dieses Thema findet sich in allen Levelmusiken wieder. Für die Komposition des Hauptthemas diente das von der Musikgruppe New Christy Minstrels gesungene Lied "Green Green" als Vorlage. Bei der Hälfte der Overworld-Level erscheint diese Musik in F-Dur als Hauptthema, bei der anderen Hälfte dieser Level erscheint sie schneller abgespielt in C-Dur. Bei einem Unterwasserlevel wird die Musik im Dreivierteltakt abgespielt. In den unterirdischen Leveln und den Bowser-Leveln ist das Hauptthema in einer Moll-Version zu hören. In Leveln, die in der Luft spielen, ist die Musik schneller.
Sitzt man auf Yoshi, werden der Hintergrundmusik Bongos hinzugefügt. Fällt die verbliebene Zeit in einem Level unter 100 Sekunden, ertönt ein Warnsignal und die Musik wird schneller.

## Entwicklung

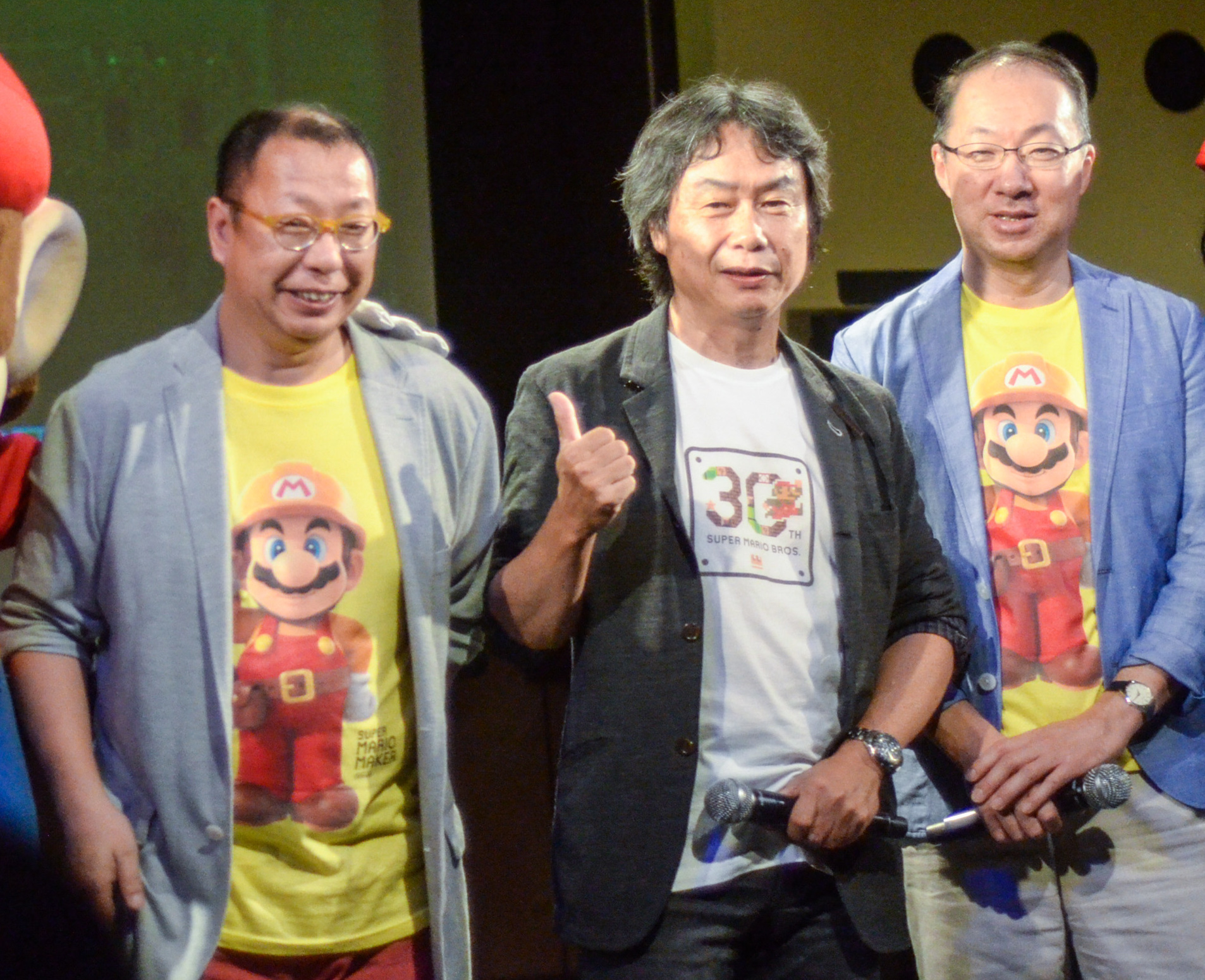
Von links: Direktor Takashi Tezuka, Produzent Shigeru Miyamoto und Komponist Kōji Kondō in 2015

Takashi Tezuka und Shigeru Miyamoto, Erschaffer der Mario- und Zelda-Reihe, leiteten die Entwicklung von Super Mario World. Miyamoto wünschte sich schon beim ersten Super-Mario-Spiel ein Reittier für Mario, doch Yoshi konnte wegen der Technik des Nintendo Entertainment Systems noch nicht hinzugefügt werden.
Verantwortlich für die gesamte Musik des Spiels ist Kōji Kondō.

### Konkurrenz
Die Firma Sega warb Ende der 1980er Jahre in Nordamerika mit dem Slogan Genesis does what Nintendon’t um ihre Konsole, das Sega Mega Drive, populärer zu machen. Die Konsole beherrschte bereits die 16-Bit-Technologie, während das Nintendo Entertainment System noch immer die 8-Bit-Technik nutzte. Nach der Veröffentlichung des Super Nintendo zusammen mit Super Mario World, entschloss sich Sega für ein direktes Konkurrenzformat. Sonic the Hedgehog erschien 1991 für die Sega-Konsole und demonstrierte die Leistung der CPU durch schnelle Levelabläufe und Manöver. Sonic wurde das offizielle Maskottchen von Sega und wurde aggressiv vermarktet. Die Werbespots von Sonic sollten deutlich den Unterschied zum langsamen und braven Super Mario zeigen.

## Nachwirkungen
Etwa einen Monat nach der Veröffentlichung in den USA produzierte DiC Entertainment eine Animationsserie mit gleichnamigem Titel. Diese gilt bis heute als letzte offizielle Super-Mario-TV-Serie.
Einige der Klänge und Grafiken des Spiels wurden später wiederverwendet, zum Beispiel in dem Edutainment-Titel Mario is Missing. Ebenso lassen sich Orte und Musikstücke, die an Super Mario World angelehnt sind oder direkt entnommen wurden, in einigen späteren Mario-Spielen und vor allem in der Reihe Super Smash Bros. finden.
Yoshi, der in Super Mario World seinen ersten Auftritt hatte, wurde zu einem festen Bestandteil des Mario-Universums und wurde inzwischen in einigen Spielen als Hauptcharakter eingesetzt, in denen Mario zum Teil gar nicht vorkommt. Einige der Spiele mit Yoshi erschienen sogar noch auf dem bei der Veröffentlichung von Super Mario World eigentlich schon veralteten Nintendo Entertainment System.
Super Mario World 2: Yoshi’s Island wurde 1995 als Nachfolger herausgegeben. Im Gegensatz zu den anderen Mario-Titeln ist der Protagonist dieses Teils der Dinosaurier Yoshi, der Mario entsprechend seiner Rolle in Super Mario World auf dem Rücken trägt. Da das Spiel allerdings kein direkter Nachfolger, sondern ein Prequel ist, handelt es sich bei Mario noch um einen Säugling (Baby Mario).
2001 wurde Super Mario World als Super Mario World: Super Mario Advance 2 für den Game Boy Advance veröffentlicht. Die Grafiken wurden dabei überarbeitet und vor allem an den kleineren Bildschirm angepasst. Daneben wurden einige weitere Details verändert, sodass zum Beispiel Luigi ein frei anwählbarer Charakter ist und sich bezüglich seiner Geschwindigkeit und Sprungfähigkeiten etwas von Mario unterscheidet. Für die Virtual Console der Nintendo Wii ist das Spiel ohne die Änderungen aus der GBA-Version seit 2007 erhältlich.
In Super Mario Maker und Super Mario Maker 2 lassen sich Level im Stil von Super Mario World erstellen.

## Bewertungen
Auf einer Bestenliste der Zeitschrift Edge, bei der es um die 100 Spiele ging, die heute noch am meisten Spaß machten, lag Super Mario World auf Platz 6.